# あなたの街で夢コンサート
『あなたの街で夢コンサート』（あなたのまちで ゆめコンサート）は、NHK・BS2他で放送されていたクラシック音楽をメインにした音楽番組である。

## 概要
2008年4月19日放送開始。日本全国各地へ赴き、プロのオーケストラやゲストの演奏、彼らと地元アマチュア音楽家との共演といった形で構成された。2011年3月BS2の廃止に伴い放送終了。

## 出演者

### 司会
- 渡辺徹（2008年4月19日 - ）
- 首藤奈知子（2009年5月1日 - 、NHKアナウンサー）

### 演奏
管弦楽
- 群馬交響楽団
- 東京フィルハーモニー交響楽団
- 名古屋フィルハーモニー交響楽団
- 関西フィルハーモニー管弦楽団
- 広島交響楽団
- 九州交響楽団

指揮者
- 山下一史
- 円光寺雅彦
- 現田茂夫
- 岩村力
- 曽我大介

### 過去の出演者
司会
- 鎌倉千秋（2008年4月19日 - 2009年3月21日）

ゲスト
著名で多彩なゲストが毎回2組程度招かれ、演奏を行ってきた。
- 溝口肇（チェロ）
- 須川展也（サクソフォーン）
- MALTA（サクソフォーン）
- 奥村愛（ヴァイオリン）
- 寺井尚子（ヴァイオリン）
- 栗コーダーカルテット（リコーダー他）
- 岩崎宏美（歌手）
- ハンバート ハンバート（男女デュオ）と加川良（フォークシンガー）
- 五輪真弓（シンガーソングライター）
- 小椋佳（シンガーソングライター）
- 加藤登紀子（シンガーソングライター）
- KAN（シンガーソングライター）
- 谷村新司（シンガーソングライター）
- デーモン小暮閣下（ミュージシャン）
- 森山良子（シンガーソングライター）

他

## 放送歴
これまでに、下記のホールを訪れ演奏・収録を行い、その模様が放送された。
- ふくやま芸術文化ホール リーデンローズ（2008年4月19日）
- 大宮ソニックシティ（2009年9月25日）
- 三原市芸術文化センター ポポロ（2009年10月30日）

他